# 御津山脈
御津山脈（みつさんみゃく）は、兵庫県たつの市御津町 - 相生市鰯浜間を走る山脈。最高峰は雄鷹台山の310mである。
瀬戸内海に面しており、瀬戸内海国立公園の一部を成す。家島諸島と素晴しい景観を生んでいるとされている。入り組んだ麓には石見、室津、鰯浜などの漁港があり、それらを縫うように走る国道250号は七曲りと言われる。